# Crónica de un niño solo
Crónica de un niño solo è un film del 1965 diretto da Leonardo Favio.
Pellicola argentina vincitrice del premio Condor d'argento per il miglior film nel 1966.

## Trama
Celedón, soprannominato Polín, è un ragazzino sbandato di undici anni, solitario e incompreso, detenuto in un riformatorio di Buenos Aires insieme ad altri coetanei, le cui uniche parentesi tra la noia e la rigida disciplina imposta dagli adulti sono le sigarette, una rissa, un bacio ad una foto di Monica Vitti.
Dopo avere invano tentato la fuga, Polin viene sottoposto a pesanti umiliazioni da parte dei sovrintendenti dell'istituto, finché, a seguito di una reazione esasperata, viene rasato e rinchiuso dalla polizia in una cella di isolamento. Il bambino tuttavia riesce a evadere, e vivendo di furti ed espedienti, ritorna dalla sua famiglia, in un villaggio rurale di pescatori in condizioni di miseria, dove sua madre ha appena perso il marito in un incidente presso un cantiere. Polin ritrova anche il suo migliore amichetto, che gli confida come dietro l'incidente ci fosse in realtà un omicidio, su cui sta indagando la polizia, ma che resterà impunito.
Polin trascorre la sua ritrovata libertà tra tuffi e nuotate in un fiume insieme al suo amico, il quale viene però insidiato e infine violentato dai bulli del quartiere. Una passeggiata notturna con un cavallo sottratto a un suo conoscente, Fabián, gli procura un ultimo momento di gioia, prima che l'incontro con la legge, da lui sempre evitato, risulti alla fine inevitabile.